# Corea del Sur en los Juegos Olímpicos de Barcelona 1992
Corea del Sur estuvo representada en los Juegos Olímpicos de Barcelona 1992 por un total de 226 deportistas, 154 hombres y 72 mujeres, que compitieron en 24 deportes.

## Medallistas
El equipo olímpico surcoreano obtuvo las siguientes medallas:
| Nombre                                     | Deporte            | Competición                      |
| ------------------------------------------ | ------------------ | -------------------------------- |
| Oro                                        |                    |                                  |
| Hwang Young-Cho                            | Atletismo          | Maratón M                        |
| Hwang Hye-Young Chung So-Young             | Bádminton          | Dobles F                         |
| Kim Moon-Soo Park Joo-Bong                 | Bádminton          | Dobles M                         |
| Equipo                                     | Balonmano          | Torneo F                         |
| Jeon Byung-Kwan                            | Halterofilia       | 56 kg M                          |
| An Han-Bong                                | Lucha grecorromana | 57 kg M                          |
| Park Jang-Soon                             | Lucha libre        | 74 kg M                          |
| Yeo Kab-Soon                               | Tiro               | Rifle de aire 10 m F             |
| Lee Eun-Chul                               | Tiro               | Rifle en posición tendida 50 m M |
| Cho Youn-Jeong                             | Tiro con arco      | Individual F                     |
| Cho Youn-Jeong Kim Soo-Nyung Lee Eun-Kyung | Tiro con arco      | Equipo F                         |
| Kim Mi-Jung                                | Judo               | –72 kg F                         |
| Plata                                      |                    |                                  |
| Bang Soo-Hyun                              | Bádminton          | Individual F                     |
| Kim Jong-Shin                              | Lucha libre        | 48 kg M                          |
| Kim Soo-Nyung                              | Tiro con arco      | Individual F                     |
| Chung Jae-Hun                              | Tiro con arco      | Individual M                     |
| Yoon Hyun                                  | Judo               | –60 kg M                         |
| Bronce                                     |                    |                                  |
| Gil Young-Ah Shim Eun-Jung                 | Bádminton          | Dobles F                         |
| Hong Sung-Sik                              | Boxeo              | 60 kg M                          |
| Lee Seung-Bae                              | Boxeo              | 75 kg M                          |
| Yoo Ok-Ryul                                | Gimnasia           | Salto de potro M                 |
| Min Kyung-Gab                              | Lucha grecorromana | 52 kg M                          |
| Hyun Jung-Hwa                              | Tenis de mesa      | Individual F                     |
| Hyun Jung-Hwa Hong Cha-Ok                  | Tenis de mesa      | Dobles F                         |
| Kim Taek-Soo                               | Tenis de mesa      | Individual M                     |
| Kang Hee-Chan Lee Chul-Seung               | Tenis de mesa      | Dobles M                         |
| Kim Taek-Soo Yoo Nam-Kyu                   | Tenis de mesa      | Dobles M                         |
| Chung Hoon                                 | Judo               | –71 kg M                         |
| Kim Byung-Joo                              | Judo               | –78 kg M                         |